# Bugojno
Bugojno – miasto w Bośni i Hercegowinie, w Federacji Bośni i Hercegowiny, w kantonie środkowobośniackim, siedziba gminy Bugojno. Leży nad rzeką Vrbas. W 2013 roku liczyła 15 555 mieszkańców, z czego większość stanowili Boszniacy.

## Galeria

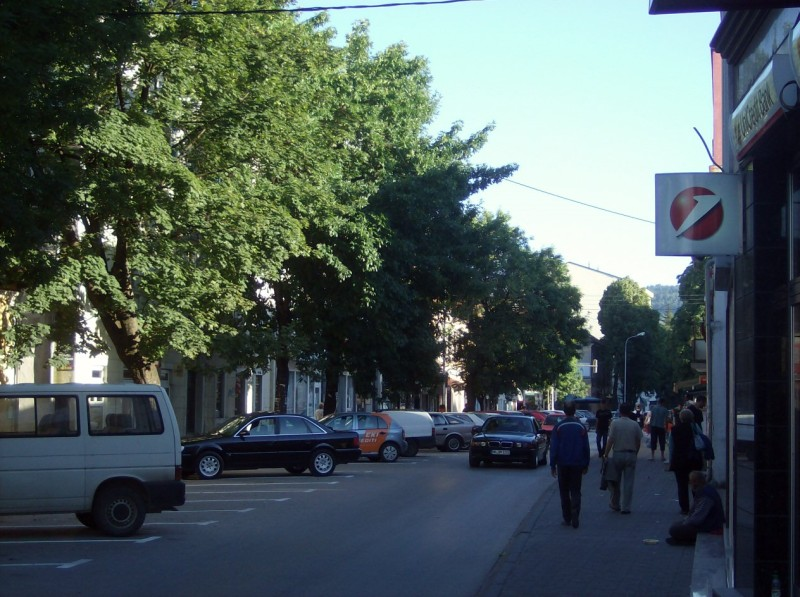
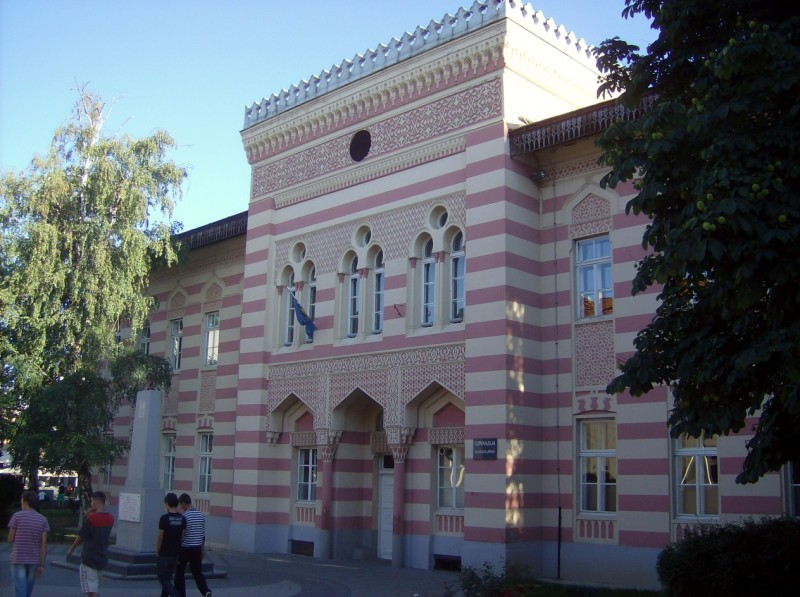
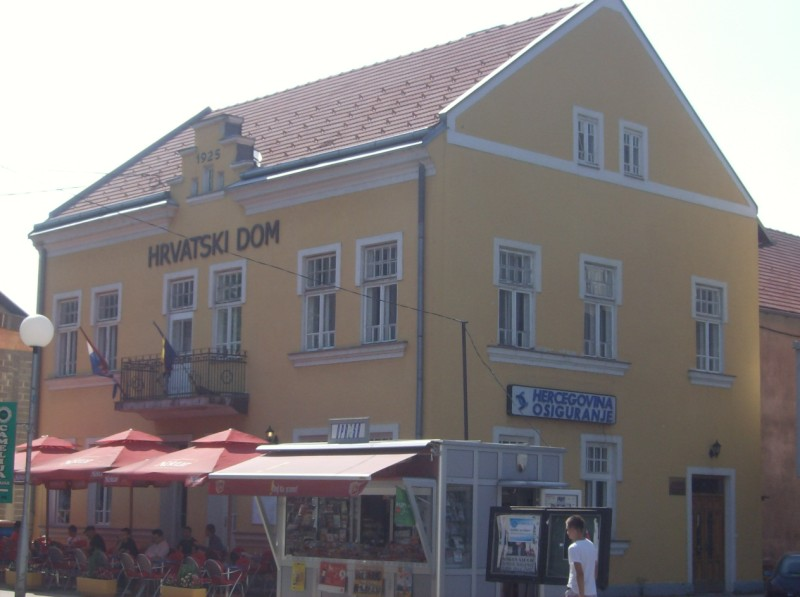
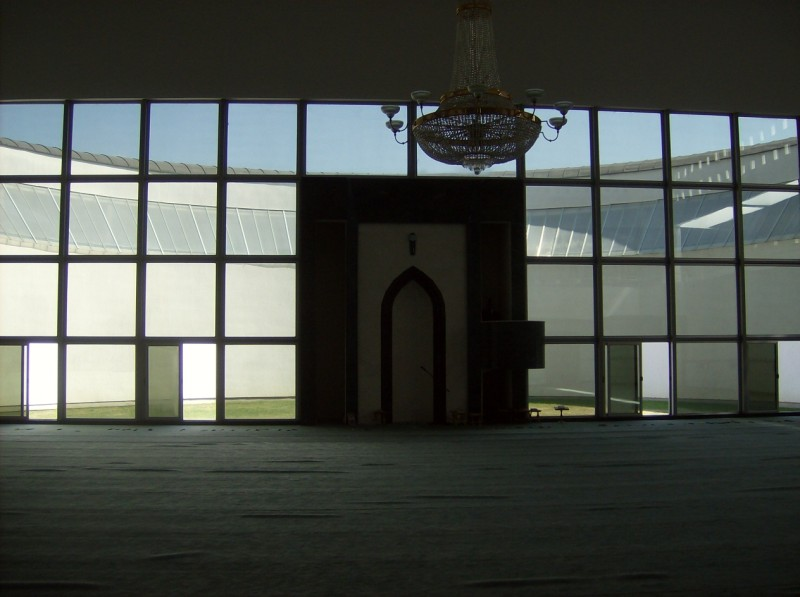
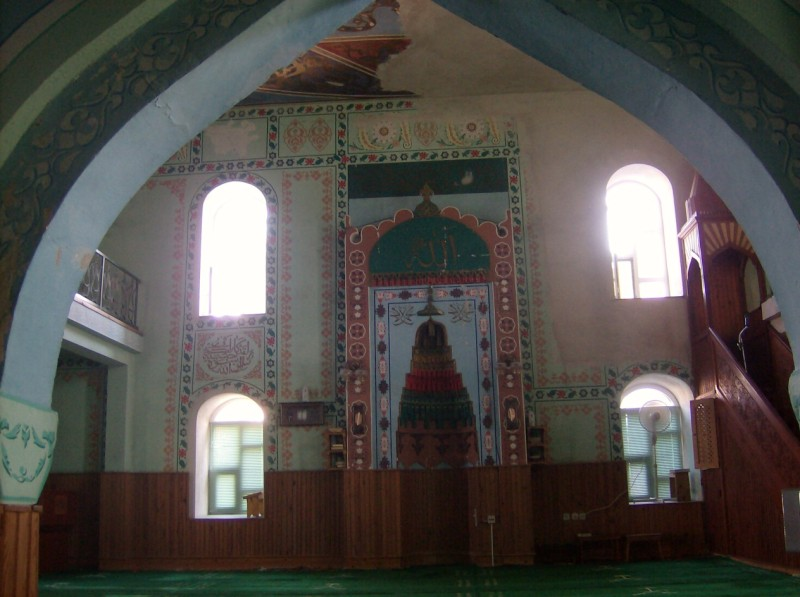
Wnętrze meczetu
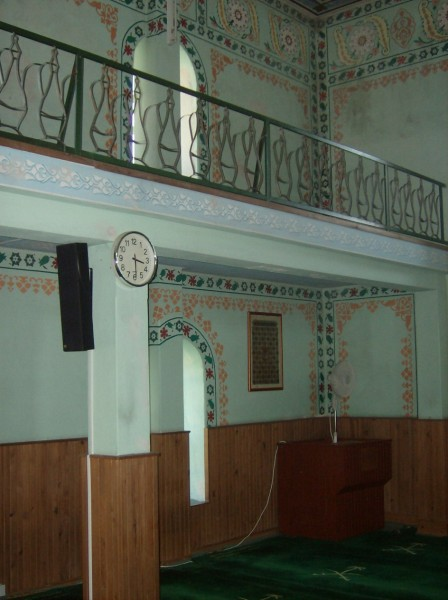
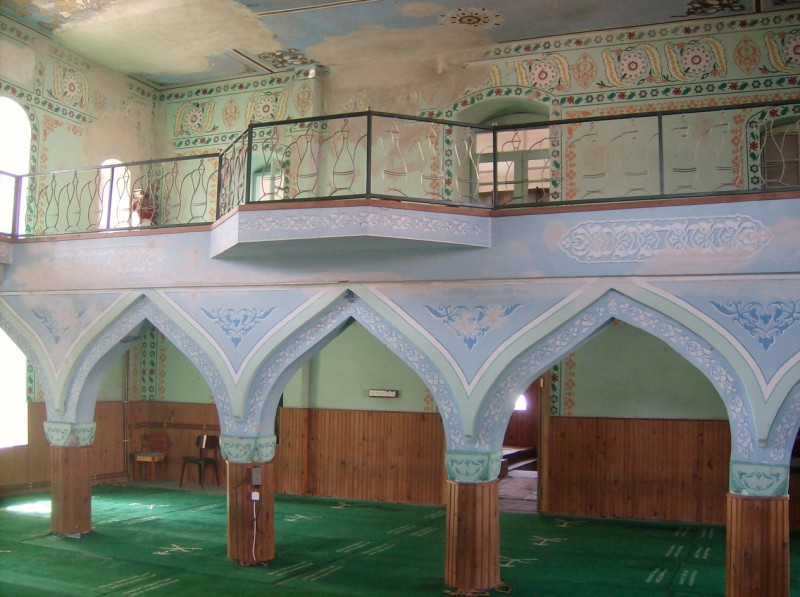
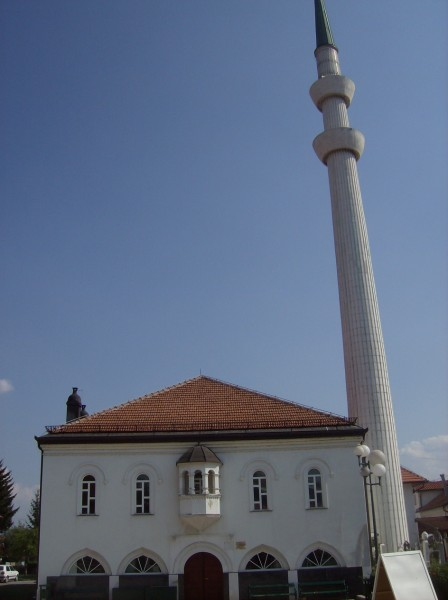
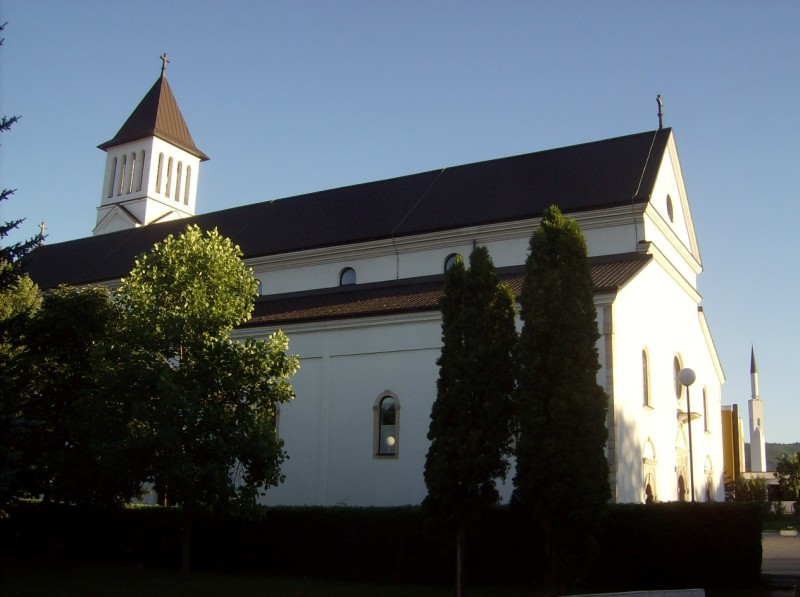
Kościół św. Antoniego Padewskiego
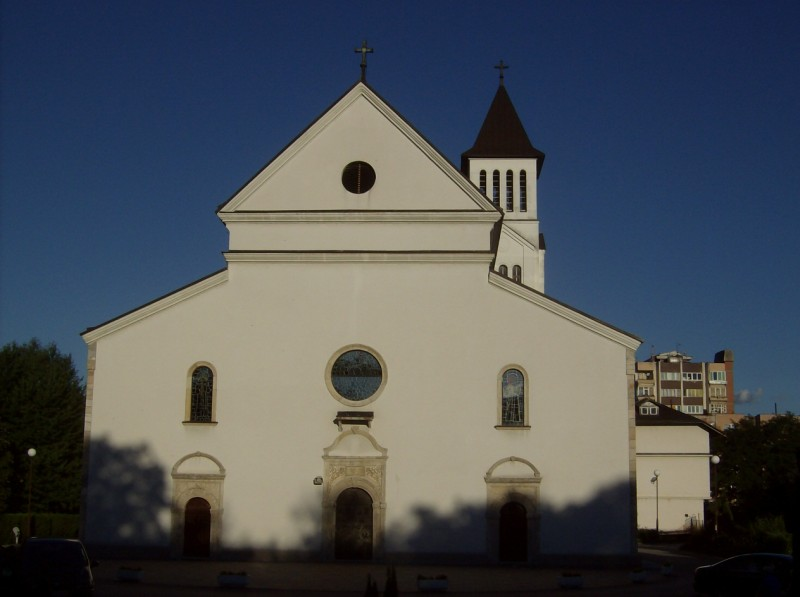
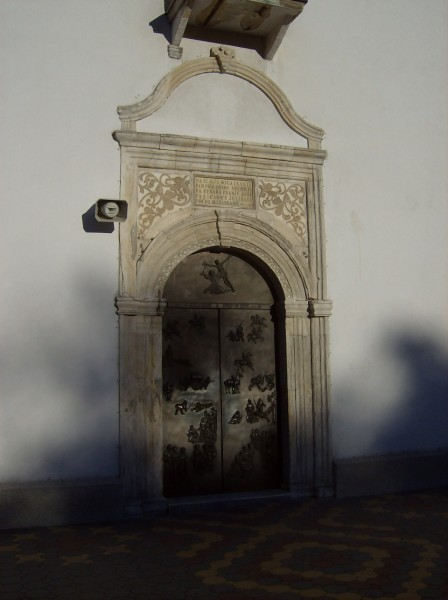